# Den nye lejer (film fra 2005)
 For alternative betydninger, se Den nye lejer. (Se også artikler, som begynder med Den nye lejer)
Den nye lejer er en dansk kortfilm fra 2005, der er instrueret af Esben Tønnesen efter manuskript af Kim Fupz Aakeson.

## Handling
Boligmarkedet har aldrig været sværere at komme ind på.